# Francuscy posłowie do Parlamentu Europejskiego 2004–2009
Francuscy posłowie VI kadencji do Parlamentu Europejskiego zostali wybrani w wyborach przeprowadzonych 13 czerwca 2004, a dzień wcześniej w niektórych terytoriach zamorskich.

## Lista według przynależności do grup

### Grupa Europejskiej Partii Ludowej (Chrześcijańscy Demokraci) i Europejskich Demokratów
Wybrani z listy Unii na rzecz Ruchu Ludowego
- Jean-Pierre Audy, poseł do PE od 11 czerwca 2005
- Joseph Daul
- Christine de Veyrac
- Marie-Hélène Descamps
- Nicole Fontaine
- Patrick Gaubert
- Jean-Paul Gauzès
- Françoise Grossetête
- Ambroise Guellec
- Alain Lamassoure
- Véronique Mathieu
- Élisabeth Morin-Chartier, poseł do PE od 24 maja 2007
- Tokia Saïfi
- Margie Sudre
- Jacques Toubon
- Ari Vatanen
- Dominique Vlasto

Wybrana z listy Unii na rzecz Demokracji Francuskiej
- Brigitte Fouré, poseł do PE od 10 stycznia 2008

### Grupa Socjalistyczna w Parlamencie Europejskim
Wybrani z listy Partii Socjalistycznej
- Kader Arif
- Pervenche Berès
- Guy Bono
- Catherine Boursier, poseł do PE od 18 maja 2008
- Marie-Arlette Carlotti
- Françoise Castex
- Jean-Louis Cottigny
- Jean-Paul Denanot, poseł do PE od 6 października 2008
- Harlem Désir
- Brigitte Douay
- Anne Ferreira
- Catherine Guy-Quint
- Benoît Hamon
- André Laignel
- Stéphane Le Foll
- Roselyne Lefrançois, poseł do PE od 4 lipca 2007
- Marie-Noëlle Lienemann
- Catherine Néris, poseł do PE od 4 lipca 2007
- Béatrice Patrie
- Vincent Peillon
- Pierre Pribetich, poseł do PE od 4 lipca 2007
- Bernard Poignant
- Martine Roure
- Gilles Savary
- Pierre Schapira
- Bernard Soulage, poseł do PE od 1 lutego 2009
- Michel Teychenné, poseł do PE od 6 października 2008
- Catherine Trautmann
- Yannick Vaugrenard
- Bernadette Vergnaud
- Henri Weber

### Grupa Porozumienia Liberałów i Demokratów na rzecz Europy
Wybrani z listy Unii na rzecz Demokracji Francuskiej
- Jean-Marie Cavada
- Thierry Cornillet
- Marielle de Sarnez
- Nathalie Griesbeck
- Jean-Marie Beaupuy
- Janelly Fourtou
- Claire Gibault
- Anne Laperrouze
- Bernard Lehideux
- Philippe Morillon

### Grupa Zielonych – Wolny Sojusz Europejski
Wybrani z listy Zielonych
- Marie-Hélène Aubert
- Jean-Luc Bennahmias
- Hélène Flautre
- Marie-Anne Isler-Béguin
- Alain Lipietz
- Gérard Onesta

### Grupa Niepodległość i Demokracja
Wybrani z listy Ruchu dla Francji
- Paul-Marie Coûteaux
- Philippe de Villiers
- Patrick Louis

### Grupa Zjednoczonej Lewicy Europejskiej – Nordyckiej Zielonej Lewicy
Wybrani z listy Francuskiej Partii Komunistycznej
- Jacky Hénin
- Madeleine de Grandmaison, poseł do PE od 19 listopada 2007
- Francis Wurtz

### Niezrzeszeni
Wybrani z listy Frontu Narodowego
- Bruno Gollnisch
- Carl Lang
- Jean-Marie Le Pen
- Marine Le Pen
- Fernand Le Rachinel, poseł do PE od 22 października 2004
- Jean-Claude Martinez
- Lydia Schénardi

### Byli posłowie VI kadencji do PE
- Roselyne Bachelot (wybrana z listy UMP), do 17 maja 2007
- Jean-Louis Bourlanges (wybrany z listy UDF), do 31 grudnia 2007
- Bernadette Bourzai (wybrana z listy PS), do 30 września 2008
- Jean-Claude Fruteau (wybrany z listy PS), do 25 czerwca 2007
- Adeline Hazan (wybrana z listy PS), do 17 maja 2008
- Brice Hortefeux (wybrany z listy UMP), do 2 czerwca 2005
- Pierre Moscovici (wybrany z listy PS), do 25 czerwca 2007
- Robert Navarro (wybrany z listy PS), do 30 września 2008
- Marie-Line Reynaud (wybrana z listy PS), do 25 czerwca 2007
- Michel Rocard (wybrany z listy PS), do 31 stycznia 2009
- Chantal Simonot (wybrana z listy FN), do 30 września 2004
- Paul Vergès (wybrany z listy PCF), do 4 października 2007